# Silent So Long
Silent So Long es el segundo álbum de estudio de la banda de metal alternativo estadounidense Emigrate, banda alternativa liderada por el guitarrista de la banda alemana Rammstein Richard Z. Kruspe. Salió a la venta el 14 de noviembre de 2014 en Europa y el 9 de diciembre del mismo año en Estados Unidos por medio de Vertigo Berlin. Este disco marca el regreso de esta banda desde que en 2007 salió su disco debut homónimo, además de tener la particularidad de que se presentan invitados especiales como Frank Dellé (Seeed), Peaches (cantante canadiense), Lemmy Kilmister (Mötorhead), Jonathan Davis (Korn), Margaux Bossieux y Marilyn Manson. Para la promoción del disco salió a la venta en formato físico y digital el sencillo Eat You Alive el 24 de octubre de 2014 con su respectivo vídeo.

## Canciones
1. Eat You Alive (featuring Frank Dellé)
2. Get Down (featuring Peaches)
3. Rock City (featuring Lemmy Kilmister)
4. Hypotethical (featuring Marilyn Manson)
5. Rainbow
6. Born On My Own
7. Giving Up
8. My Pleasure
9. Happy Times (featuring Margaux Bossieux)
10. Faust
11. Silent So Long (featuring Jonathan Davis)

## Recepción
Las listas Loudwire colocó el álbum en el #1 en su lista de "Los 20 mejores álbumes de Rock del 2014" superando así algunos álbumes de bandas famosas como el #9 Catacombs of the Black Vatican (Black Label Society), #13 Rock or Bust (AC/DC), #17 1000hp (Godsmack) y el #19 The Hunting Party (Linkin Park).

## Sencillos
- Eat You Alive (featuring Frank Dellé) - 24 de octubre de 2014

## Segunda parte
El 7 de octubre de 2014 Richard Z. Kruspe revela para la revista francesa HardRockMag que habrá una segunda parte del disco:
"Si, estará listo un poco después del lanzamiento original. Tenemos 21 temas listos y mezclados y ninguno es malo. Así que por eso fue tan difícil elegir los temas que estarían incluidos en ‘Silent so Long’. Solo me faltan dos o tres temas para poder finalizar el otro disco."

## Personal
Integrantes oficiales
- Richard Z. Kruspe-Vocalista y guitarrista líder
- Olsen Involtini-Guitarrista rítmico
- Arnaud Giroux-Bajista
- Mikko Sirén-Baterista

Integrantes invitados
- Frank Dellé (Eat You Alive)
- Peaches (Get Down)
- Lemmy Kilmister (Rock City)
- Marilyn Manson (Hypothetical)
- Margaux Bossieux (Happy Times)
- Jonathan Davis (Silent So Long)